# Plusiodonta repellens
Plusiodonta repellens là một loài bướm đêm trong họ Noctuidae.